# رینالد پدروس
رینالد پدروس (به فرانسوی: Reynald Pedros) بازیکن فوتبال و هافبک اهل فرانسه است که از سال ۱۹۹۳ تا ۱۹۹۶ میلادی عضو تیم ملی فوتبال فرانسه بوده‌است. وی در ۲۵ بازی ملی حضور داشته است و در بازی‌های ملی‌اش ۴ گل به ثمر رساند.